# Palaeosyrrhopodon
Palaeosyrrhopodon là một chi rêu trong họ Calymperaceae.